# Reinhard Schmitz-Scherzer
Reinhard Schmitz-Scherzer (* 22. April 1938 in Krefeld; † 20. Oktober 2016) war ein  deutscher Psychologe, Gerontologe, Fachautor,  Schriftsteller und Universitätsprofessor. Er war Mitbegründer der Freizeitforschung und pflegte die differentielle Gerontologie in Forschung und Lehre.

## Leben
Schmitz-Scherzer legte das Abitur in Willingen/Waldeck ab. Anschließend unternahm er Studien der Medizin, der Vergleichenden Religionswissenschaft, der Volkswirtschaftslehre und der Psychologie an der Universität Bonn. 1965 folgte die Diplomprüfung im Fach Psychologie mit sehr gut. Schmitz-Scherzer war Schüler von Hans Thomae und Ursula Lehr. Er promovierte und habilitierte sich in Bonn.
Reinhard Schmitz-Scherzer lebte nach seiner Emeritierung zunächst in der Schweiz und danach wieder in Deutschland. Er war auch im Ruhestand als Wissenschaftler und Schriftsteller engagiert. Es war ihm ein Anliegen, neben seinen hohen wissenschaftlichen Ansprüchen die Ganzheitlichkeit, die praktische Anwendung wissenschaftlicher Erkenntnisse und die humane Sicht sozialer Gerontologie nicht aus dem Auge zu verlieren, z. B. belegt durch sein frühes Plädoyer für den Aufbau von Hospizen. Dabei setzte sich Schmitz-Scherzer für die Menschenrechte und Menschenwürde älterer Menschen, die in Bedrängnis sind, ein.

## Wirken

### Gerontologische Forschung und Lehre in Bonn und Kassel
Reinhard Schmitz-Scherzer führte Untersuchungen zu Fragestellungen der Pädagogischen Psychologie, der Freizeitforschung und der Gerontologie durch. Er zählte zur dritten Generation der Bonner Gerontologischen Längsschnittstudie (BOLSA), die von Hans Thomae ins Leben gerufen wurde.
Diese wissenschaftlichen Arbeiten wurden von der Deutschen Forschungsgemeinschaft (DFG), dem BMJFG und der Deutschen Gesellschaft für Freizeit gefördert.
Von 1982 bis 1998 hatte Schmitz-Scherzer den Lehrstuhl für Soziale Gerontologie an der Universität Kassel inne.

### Gremien
Schmitz-Scherzer hat in einer Vielzahl wissenschaftlicher Gremien mitgearbeitet, als Gutachter für die Deutsche Forschungsgemeinschaft (DFG), die VW-Stiftung, das Bundesministerium für Familie, Senioren, Frauen und Jugend und verschiedene andere Ministerien sowie Stiftungen und Organisationen auch im europäischen Ausland.
Er war ab 2002 Leiter des wissenschaftlichen Beirats der Firma futomat-Wasserspender und begleitete die von futomat initiierten Forschungsarbeiten, welche die besondere Wirkweise von futomat-Wasser belegen.

### Medien
Schmitz-Scherzer hat zahlreiche Radio- und Fernsehsendungen zu gerontologischen Themen mitgestaltet und entsprechende Artikel in internationalen und nationalen Tages- oder Wochenzeitungen veröffentlicht.

### Internationale gerontologische Forschung und Lehre
Schmitz-Scherzer gehörte als Schatzmeister zum engen Kreis der Organisatoren des 12. Internationalen Kongresses für Gerontologie 1981 in Hamburg und war Mitglied des Exekutiv-Komitees der Internationalen Gesellschaft für Gerontologie. In dieser Position arbeitete Schmitz-Scherzer an der Entwicklung des wissenschaftlichen Programms des 13. Internationalen Kongresses für Gerontologie 1985 in New York mit und gestaltete in ähnlicher Funktion auch den 1. Europäischen Kongress für Gerontologie in England.
1989 war Schmitz-Scherzer in Santiago de Chile, Chile, um mit Kollegen aus Chile die Gerontologie als Fach an der Universidad de Chile etablieren zu helfen. 1995 folgte ein ähnliches Projekt an der Universität PUCRS in Porto Allegre in Brasilien. Diese Arbeiten wurde vom DAAD unterstützt. Ebenso begründete er eine Kooperation mit dem Psychologischen Institut der Universität von Granada.
Seit seiner Emeritierung war Reinhard Schmitz-Scherzer Präsident der GERO – Gerontological-Economic Research Organization.

### Schülerkreis
Zu seinen Schülern zählen der langjährige Rektor der Sporthochschule Köln, Walter Tokarski, die Hochschullehrer und Professoren wie Sabine Kühnert, Fred Karl, Bernhard Mann, Gerhard Naegele und Bernd Seeberger wie eine Vielzahl habilitierter, promovierter und diplomierter Sozialgerontologen, Gesundheitswissenschaftler, Psychologen, Sozialpädagogen, Soziologen und Sozialwirte, wie Birgit Jansen und der verstorbene Sozialpädagoge Helmut Braun.

### Würdigung
Anlässlich des Abschiedes von Reinhard Schmitz-Scherzer, Beate Fachinger und Erhard Olbrich fand an der Universität Bonn eine akademische Trauerfeier statt. Namhafte und bedeutende Gerontologen wie Ursula Lehr, Fred Karl, Andreas Kruse, Gerhard Naegele und Georg Rudinger bekundeten für das wissenschaftliche Werk von Reinhard Schmitz-Scherzer ihre besondere Wertschätzung. Die „psycho-soziale Dimension des Alterns (Transdisziplinarität)“ sollte den Focus der herausragenden Leistungen eines Gelehrten zum Ausdruck bringen.

## Veröffentlichungen

### Freizeitforschung
- Freizeit (mit Walter Tokarski), 1985
- Jugendliche in ihrer Freizeit (mit Ulrich E. Kranzhoff), 1978
- Aktuelle Beiträge zur Freizeitforschung, 1977
- Reisen und Tourismus, 1975
- Alter und Freizeit, 1975
- Sozialpsychologie der Freizeit, 1974
- Freizeit, 1974
- Freizeit im Alter, 1973
- Freizeit, 1973
- Benutzeranalysen von Freizeitanlagen, 1972
- Freizeit und Alter, 1969

### Soziale Gerontologie

#### Altenpflege
- Aggression und Gewalt in der Pflege und Betreuung älterer Menschen, 2002
- Demenz, 1999
- Psychologie im Berufsfeld Altenpflege, 1986

#### Institutionalisierung
- Rechte und Pflicht im Alter, 1999
- Altenwohnheime, Personal und Bewohner, 1978

#### Methoden
- Das Projekt Anakonda (mit Hans Jörg Henning und Georg Rudinger), 1985

#### Potentiale
- Ressourcen älterer und alter Menschen, 1994
- Altern, 1990
- Zur Wirkung der Berliner Seniorenbriefe „Informationen für die zweite Lebenshälfte“ (mit Hermann-Josef Fisseni), 1980
- Weiterbildung im höheren Erwachsenenalter (mit Ursula Lehr), 1979
- Vorbereitung auf das Alter?, 1977
- Probleme der psychischen Entwicklung im Alter, 1976

#### Reisen und Freizeit
- Urlaub und Reisen älterer Menschen, 1986
- Alter und Freizeit, 1975
- Freizeit im Alter, 1973

#### Altern und Sterben
- Altern und Sterben, 1992
- Sterbebeistand, 1984
- Einsam sterben – warum?, 1982
- mit Ursula Lehr:  Psychosoziale Korrelate der Langlebigkeit. In: Acta Gerontologica. Band 4, 1974, S. 261–268.

### Meditationen
- Blätter aus der Hintergasse / Nr. 3. Wassermann und Bernsteinreiter, 2004
- Vogeleier und Vogelnester, 1998
- Verläufe, 1988